# ベアトリス・ローゼン
ベアトリス・ローゼン（Beatrice Rosen、1977年11月29日 - ）は、フランス出身の女優。

## 経歴
1998年からフランスのいくつかのテレビシリーズに出演するようになる。アメリカでは『チャームド』や『ヤング・スーパーマン』へゲスト出演し、知名度を上げる。
2004年には『チェイシング・リバティー』でハリウッド映画デビュー。

## フィルモグラフィ
- チェイシング・リバティー Chasing Liberty (2004)
- Peaceful Warrior (2006)
- The Other Side of the Tracks (2008)
- ダークナイト The Dark Knight (2008) - ナターシャ役
- Sharpe's Peril (2008)
- The Big I Am (2008/09)
- 2012 2012 (2009) - タマラ役